# Staatsratsgebäude
Lo Staatsratsgebäude ("edificio del Consiglio di Stato") è un edificio di Berlino. Si trova nel quartiere Mitte, sul lato sud di Schloßplatz.

## Storia
Fu costruito nel 1962-64, su progetto degli architetti Roland Korn e Hans-Erich Bogatzky per ospitare il Consiglio di Stato della Repubblica Democratica Tedesca. La facciata asimmetrica contiene il IV° portale del Castello di Berlino (abbattuto nel 1950, ma oggi ricostruito) da cui Karl Liebknecht nel 1918 aveva proclamato la Repubblica Socialista Tedesca.
Dal 1990 al 1999 l'edificio non è stato più utilizzato. Quindi ha ospitato (fino al 2001) la sede provvisoria della cancelleria federale.
Dal 2006 ospita una scuola superiore privata, la scuola di management ESMT Berlin.
L'edificio è sotto tutela monumentale (Denkmalschutz) dal 1993.